# SOFICO
El denominado Grupo Sofico, o «Imperio Sofico», era un conjunto de empresas españolas cuya quiebra en 1974 constituyó uno de los grandes escándalos del franquismo, en el que se vieron implicados ministros, militares y otros altos cargos de la época.

## Orígenes
Los orígenes del Grupo Sofico pueden remontarse a 1962 cuando, con un capital de 15 millones de pesetas, se constituía en Madrid la Sociedad Financiera Internacional de Construcciones (Sofico), cuyo objetivo principal era construir, vender y arrendar apartamentos en la Costa del Sol, sobre todo en Estepona. Dicha sociedad era fruto del impulso de Eugenio Peydró Salmerón, un emprendedor almeriense nacido en 1906 y que, antes del estallido de la guerra civil española, se había empleado en el comercio en Barcelona. Durante el mencionado conflicto, trabajó al lado del coronel José Ungría en el servicio de información del bando franquista, donde supo rodearse de ilustres personajes del régimen. Posteriormente se dedicó a diversos negocios: exportación, fabricación de material móvil y más tarde, construcción. A partir de la construcción montará Sofico.
Poco más tarde creará Sofico Inversiones para captar dinero de inversores por el que pagaba intereses de un 10% y que era invertido sobre apartamentos ya construidos y que se ponían a nombre del comprador, pero que eran alquilados y administrados por Sofico.
En 1965, a las mencionadas sociedades se sumaran otras dos: Sofico Vacaciones y Sofico Atlas.
Al principio, la venta de los apartamentos se realizaba después de que estuvieran construidos totalmente, pero posteriormente la transacción se hacía sobre planos y se cobraban cantidades a cuenta, y en ocasiones hasta la totalidad del precio, para que los futuros propietarios financiaran la construcción.
Como aun así los fondos propios resultaron insuficientes para las necesidades de expansión de las empresas del grupo, Sofico comenzó a captar recursos suscribiendo contratos de compraventa sobre supuestos apartamentos, terminados o en construcción, cuando la verdad es que en muchos casos no habían comenzado las obras o no se había adquirido ni el solar, por lo que en la mayoría de los casos los apartamentos resultaron ser ficticios.
Una vasta red de persuasivos vendedores y una gran campaña de publicidad que garantizaba el 12 % de rentabilidad neta anual (entonces la inflación no llegaba a los dos dígitos) parecieron cimentar el éxito de los negocios del grupo. El problema era que, en realidad, con la operatoria normal no se reunía siquiera el dinero necesario para abonar los intereses prometidos a los inversores. Esa situación desembocó en una huida hacia adelante y Sofico tuvo que comprar nuevos terrenos y vender los correspondientes apartamentos sin construir para pagar la rentabilidad del 12%, lo que agravó el proceso deficitario.
Obligado a buscar nuevos ingresos, Peydró ideó la creación de filiales en el extranjero, lo que aumentó los gastos y el déficit, además de generar actuaciones irregulares al realizar trasvases de fondos y divisas sin contabilizar de unos países a otros, y figurando en los contratos cantidades inferiores a las pagadas por los compradores. Así, vieron la luz Sofico France, Sofico Great Britain, Sofico Deutschland, Sofico USA e Hispano Benelux.
En 1969, aparece Sofico Renta para captar a pequeños ahorristas, admitiendo participaciones de 25.000 pesetas; se emitieron entonces 127.000 títulos, por los que se obtuvieron 3.189 millones de pesetas. La inviabilidad de Sofico Renta era total, pues el pago del 12% de rentabilidad suponía un desembolso anual de 380 millones, y la única fuente de ingresos era la suscripción de nuevas participaciones. Ese mismo año, el Ministerio de Información y Turismo premió los siete años de Sofico con la Medalla de Plata al Mérito Turístico.
Peydró se valió de personalidades de relieve político y social (especialmente generales y magistrados) para integrar el consejo de administración del Grupo Sofico. Así, a fines de la década de 1960, dicho consejo estaba constituido por:
- Presidente honorario: Luis Nieto Antúnez (Ingeniero industrial, procurador en Cortes y hermano del Ministro de Marina, almirante Pedro Nieto Antúnez).

- Director general: Eugenio Peydró Salmerón.

- Vicepresidentes: Rafael García Valiño (Teniente General); Antonio Gómez Moya (sustituido a su fallecimiento por el teniente general Rafael Cavanillas Prosper).

- Vocales: Segismundo Martín Laborda (Presidente de la Audiencia de Guadalajara y Consejero del Banco de Valencia); Juan Losada Pérez (Coronel de la Guardia Civil y exjefe de Seguridad del propio jefe de Estado generalísimo Franco); Gustavo Navarro Daunic; José María López Pelegrín (Consejero del Banco de Crédito Agrícola) en representación del Ministerio de Hacienda, y Juan Marín Pariente (teniente coronel de Intendencia del Ejército del Aire).

Muchos años después, José Antonio Martín Pallín, fiscal que investigó la quiebra de Sofico, afirmaría refiriéndose a la mayoría de esas personas:

Eran hombres de paja que daban imagen de solvencia. Como aforados que eran, elevamos un suplicatorio manifestando que existían en sus conductas indicios racionales de criminalidad. Pero no hubo respuesta a esa petición. Cuando se celebró el juicio, muchos años después, sólo se actuó contra el creador de Sofico, Eugenio Peydró, y su hijo. Y todo acabó en nada.

## Estalla el escándalo
En octubre de 1973, el Ministerio de Hacienda dio orden de limitar la publicidad financiera con promesas de rentabilidad, que debería someterse a la aprobación administrativa. Sofico no volvió a prometer el 12%, aunque salvó la imagen basándose en que se cumplía la docena de años de actividad y, al año siguiente, la Agrupación Nacional de Agencias de Viajes distinguió a Sofico -junto con Iberia, Ota, Swissair y Renfe- con un diploma por la labor realizada en beneficio de “la industria turística”.
No obstante, en 1974 comienzan las dificultades para la sociedad. Sus directivos insisten, a través de los medios de información, en la salud de la empresa del "caballito del mar" -símbolo de la compañía-. Pero a partir de julio, Sofico deja de pagar la rentabilidad comprometida con sus cuentapartícipes. Peydró ordenó diversas medidas para que los compradores y rentistas no se alarmaran, y Sofico siguió vendiendo apartamentos sabiendo que no los podría entregar nunca.
El 28 de noviembre de ese año, un acreedor solicita la quiebra de la sociedad. El 30 del mismo mes Sofico Renta presenta suspensión de pagos en el juzgado. Días antes, el semanario Doblón titulaba en su primera plana «Sofico, desahuciado». Los días 5, 9 y 11 de diciembre presentaban la solicitud de suspensión de pagos Sofico Inversiones, Sofico Servicios Turísticos y Sofico Vacaciones.
Informes de la empresa presentaban un activo global de las cuatro empresas de 8.664 millones de pesetas, y un pasivo de 7.496 millones de pesetas de la época. Informes reservados señalaban que las cifras reales eran más bien, un activo de 783 millones y un pasivo de 11.893 millones.[cita requerida] El proceso Sofico comenzó inmediatamente. El abogado señor Redrol, experto en temas mercantiles, se encargó de la suspensión de pagos por cuenta de Sofico. Dada la magnitud e implicaciones del caso, fueron nombrados dos jueces especiales, uno para el ámbito penal y otro para el civil, en las personas, respectivamente, de Daniel Ferrer Martín, juez decano de Madrid, y José Ignacio Fernández, magistrado de la Audiencia Provincial de Madrid.
En esos momentos, el Consejo de las empresas del grupo Sofico que presidía Eugenio Peydró, estaba constituido por las siguientes personas:
- Rafael Cavanillas Prosper (vicepresidente). Teniente General, exjefe de Estado Mayor del Ejército y expresidente del Consejo Supremo de Justicia Militar. El vicepresidente, en reiteradas ocasiones insistió en ruedas de prensa sobre la salud y vigor del grupo.

- Hipólito Jiménez (secretario). Abogado.

- Eugenio Peydró Brillas (consejero delegado con despacho de ejecutivo en la sede social del grupo en la calle Claudio Coello de Madrid). Hijo del presidente.

- Segismundo Martín Laborda (consejero). Magistrado, presidente de la Audiencia de Albacete.

- José María López Pelegrín (consejero). Intendente de Hacienda. Solicitó la baja en el Consejo antes de producirse la suspensión de pagos en noviembre de 1974.

- Juan Losada Pérez (consejero). Coronel de la Guardia Civil y exjefe de Seguridad del jefe del Estado.

- Juan Martín Pariente (consejero). Abogado y teniente coronel de Intendencia del Aire.

Por entonces ya habían fallecido Luis Nieto Antúnez, en su momento presidente honorario, y los generales García Valiño, Antonio Gómez Noya y Celestino Aranguren Bourgon que se habían desempeñado como consejeros.
En mayo de 1976, Eugenio Peydró Salmerón y su hijo, Eugenio Peydró Brillas, fueron procesados por el juez Daniel Ferrer, acusados del delito de estafa, previsto en el artículo 529, número 1, del Código Penal español. Además, dicho juez decretó la prisión provisional incondicional, comunicada, para ambos. Pero, pocos meses después fueron liberados.

## Juicio y condenas
A principios de octubre de 1987, trece años después de iniciado el proceso y luego de varias suspensiones, tuvo lugar el juicio por el escándalo de Sofico. Los dos únicos procesados que se sentaron en el banquillo fueron Eugenio Peydró Salmerón y su hijo Eugenio Peydró Brillas, para los que el fiscal pidió penas de 12 años de prisión como autores de delito continuado de falsedad como medio para cometer estafa. Quedaron fuera de cualquier responsabilidad los altos cargos del régimen franquista que integraron la empresa, cuyo procesamiento no fue autorizado por el Tribunal Supremo, "al quedar constatado sin lugar a dudas que la dirección y decisiones ejecutivas de todas las actividades financieras de Sofico las tomaba personal y exclusivamente Peydró Salmerón".
Eugenio Peydró Salmerón, fue condenado a nueve años de prisión al ser considerado autor de un delito continuado de falsedad y otro de estafa, agravada esta por el elevado valor del fraude y por afectar a múltiples perjudicados. Su hijo, recibió una pena de dos años y cuatro meses de cárcel, en concepto de cómplice de los mismos delitos. El tribunal condenó también a los dos acusados al pago de unos 5.000 millones de pesetas de indemnizaciones, repartidos entre 3200 perjudicados. La sentencia, que constaba de 212 folios, precisaba que la insolvencia definitiva de Sofico, acreditada en las suspensiones de pago de Sofico Inversiones, Sofico Renta, Sofico Vacaciones y Sofico Servicios Turísticos, ascendió a 8.182.555.731 de pesetas.
Sin embargo, ninguno de los dos condenados fue a la cárcel, ya que ambos recurrieron la sentencia, y tampoco pagaron las indemnizaciones pues habían sido declarados solventes parciales por una cantidad de apenas 22,5 millones de pesetas (unos 180.000 dólares de la época).
Eugenio Peydró Salmerón murió a los pocos días de concluir el juicio y, a primeros de 1991, la Sala Segunda del Tribunal Supremo español puso fin definitivamente al caso Sofico, confirmando la sentencia de la Audiencia Nacional que había declarado únicos responsables de uno de los mayores escándalos financieros del franquismo al mencionado Eugenio Peydró Salmerón y a su hijo.